# 印第安座η
印第安座η，又名CP-5211752，HD 197157、SAO 246709、HR 7920，是印第安座的一颗恒星，视星等为4.51，位于銀經346.69，銀緯-38.16，其B1900.0坐标为赤經20h 36m 41.9s，赤緯-52° -38.16′ 41″。